# Central nuclear de Berkeley
La Central nuclear de Berkeley (en inglés: Berkeley nuclear power station) es una estación eléctrica en desuso del tipo Magnox, situada en la orilla del río Severn en Gloucestershire, Inglaterra en el Reino Unido. La construcción de la central, que fue realizada por un consorcio de AEI y John Thompson comenzó en 1956, Tenía dos reactores Magnox que produjeron 276 megavatios (MW) en total, - suficiente electricidad en un día típico para servir un área urbana del tamaño de Bristol. El Reactor 2 fue cerrado en octubre de 1988, seguido por el reactor 1 en marzo de 1989. Berkeley fue la primera central nuclear comercial en el Reino Unido en ser dado de baja tras su cierre en 1989.